# Mathias Tantau
Mathias Tantau (n. 10 septembrie 1882, Uetersen Germania - d. 26 iunie 1953) a fost un horticultor german, specialist în creșterea și hibridizarea trandafirilor. 

## Lista speciilor de trandafiri create de Mathias Tantau
- Stadtrat Meyn (1919)
- Schöne von Holstein (1919)
- Rotelfe (1922)
- Johanniszauber (1926)
- Professor Gnau (1928)
- Johanna Tantau (1930)
- Johanna Röpke (1931)
- Heros (1934)
- Euterpe (1937)
- Direktor Bentschop (1939)
- Uetersen (1939)
- Karl Weinhausen (1942)
- Käthe Duvigneau (1942)
- Tantaus Überraschung (1943)
- Silberlachs (1944)
- Märchenland (1946)
- Fanal (1946)
- Schweizer Gruß (1953)